# Montrollet
Montrollet ist eine französische Gemeinde mit 332 Einwohnern (Stand 1. Januar 2022) im Département Charente in der Region Nouvelle-Aquitaine. Sie gehört zum Arrondissement Confolens und zum Kanton Charente-Vienne. Die Bewohner nennen sich Montrolletois, Montrolletoises, Monteirollais oder Monteirollaises.

## Geographie
Montrollet ist die östlichste Gemeinde des Départements Charente. Sie grenzt im Norden an Nouic, im Nordosten an Montrol-Sénard, im Südosten an Javerdat, im Süden an Brigueuil und im Westen sowie im Nordwesten an Saint-Christophe.

## Bevölkerungsentwicklung
| Jahr      | 1962 | 1968 | 1975 | 1982 | 1990 | 1999 | 2008 | 2013 |
| --------- | ---- | ---- | ---- | ---- | ---- | ---- | ---- | ---- |
| Einwohner | 428  | 406  | 343  | 296  | 265  | 269  | 294  | 305  |

## Sehenswürdigkeiten

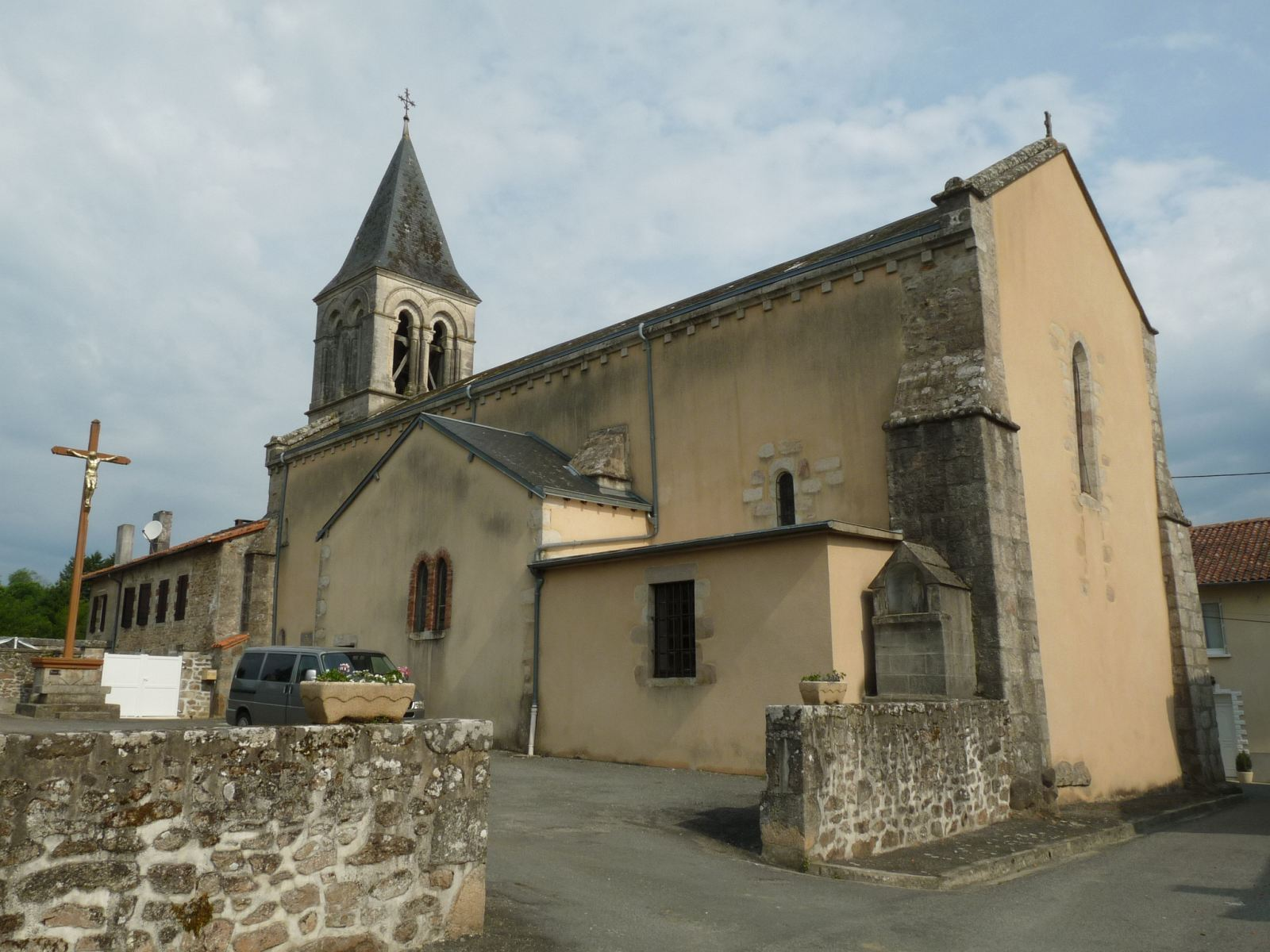
Kirche Saint-Sulpice

- Kirche Saint-Sulpice